# Jens Stage
Jens Stage (Aarhus, Dinamarca, 8 de noviembre de 1996) es un futbolista danés que juega en la demarcación de centrocampista para el Werder Bremen de la 1. Bundesliga.

## Selección nacional
Tras haber sido internacional con Dinamarca en categorías inferiores, el 15 de noviembre de 2021 debutó con la selección absoluta en un partido de clasificación para la Copa Mundial de Fútbol de 2022 ante Escocia en el que el combinado escocés venció por 2-0 tras los goles de John Souttar y Ché Adams.

## Clubes
| Club             | País      | Año       | Partidos | Goles |
| ---------------- | --------- | --------- | -------- | ----- |
| Brabrand IF      | Dinamarca | 2014-2016 |          |       |
| Aarhus GF        | Dinamarca | 2016-2019 | 90       | 11    |
| F. C. Copenhague | Dinamarca | 2019-2022 | 111      | 21    |
| Werder Bremen    | Alemania  | 2022-     | 96       | 16    |

## Palmarés

### Títulos nacionales
| Título                 | Club             | País      | Año  |
| ---------------------- | ---------------- | --------- | ---- |
| Superliga de Dinamarca | F. C. Copenhague | Dinamarca | 2022 |